# I Am Soldier
I Am Soldier è un film del 2014 scritto e diretto da Ronnie Thompson.

## Trama
Mickey è un giovane soldato intenzionato a entrare nel S.A.S., il più prestigioso corpo speciale al mondo; ma per farlo dovrà sottoporsi alle selezioni e all'addestramento, considerati tra i più duri a cui sottoporsi (meno del 10% dei candidati entra a far parte del S.A.S.).

## Distribuzione
Il film non è passato dalle sale cinematografiche italiane; da settembre 2016 è reperibile in DVD.